# Бел (Западна Вирџинија)
Бел (енгл. Belle) град је у америчкој савезној држави Западна Вирџинија.

## Демографија
По попису из 2010. године број становника је 1.260, што је 1 (0,1%) становника више него 2000. године.
| Група             | 2000.         | 2010.         |
| Белци             | 1.199 (95,2%) | 1.218 (96,7%) |
| Афроамериканци    | 11 (0,9%)     | 8 (0,6%)      |
| Азијати           | 0 (0,0%)      | 4 (0,3%)      |
| Хиспаноамериканци | 16 (1,3%)     | 16 (1,3%)     |
| Укупно            | 1.259         | 1.260         |